# Evelina Simonova
Evelina Simonova (14 dicembre 2007) è una nuotatrice artistica russa.

## Palmarès
- Mondiali

Singapore 2025: argento nella gara a squadre programma tecnico e nella gara a squadre programma acrobatico.